# 다닐루 가브리에우 지 안드라지
다닐루 가브리에우 지 안드라지(포르투갈어: Danilo Gabriel de Andrade, 1979년 6월 11일 ~ )는 다닐루(포르투갈어: Danilo)으로 잘 알려진 브라질의 전 축구 선수로 현역 시절 포지션은 미드필더였다.